# ブルーノ・フェルナンデス
ブルーノ・ミゲル・ボルジェス・フェルナンデス（Bruno Miguel Borges Fernandes; ヨーロッパ・ポルトガル語発音: [ˈbɾunu fɨɾˈnɐ̃dɨʃ] 、1994年9月8日 - ）は、ポルトガル・ポルト県マイア出身のサッカー選手。ポルトガル代表。プレミアリーグ・マンチェスター・ユナイテッドFC所属。ポジションはミッドフィールダー。
実際のポルトガル語では「ブルーヌ・フルナンジ」のような発音になる。

## クラブ経歴

### ノヴァーラ
ポルト近郊のマイア出身でユース時代の大半を過ごした地元クラブのボアヴィスタFCを経て、2012年8月27日にノヴァーラ・カルチョのプリマヴェーラに入団。入団から僅か数週間でセリエBに所属するトップチームに昇格すると、2012-13シーズンはリーグ戦の半分以上の試合に出場し、チームを5位と昇格プレーオフ進出に貢献した。

### ウディネーゼ
2013年夏、共同保有の形でセリエAのウディネーゼ・カルチョに移籍。11月3日、インテルナツィオナーレ・ミラノ戦に後半途中出場し、移籍後初出場を果たした。12月7日、SSCナポリ戦でセリエA初ゴールを挙げた。2014年1月30日、ウディネーゼが保有権を全て買い取った。

### サンプドリア
2016年8月16日、UCサンプドリアに買い取りオプション付きのレンタルで加入。移籍から12日後に、アタランタBC戦で移籍後初出場を果たした。9月26日、カリアリ・カルチョ戦で移籍後初ゴールを挙げた。このシーズン、セリエA33試合に出場し5得点を記録し、チームの10位でのフィニッシュに貢献した。シーズン終了後、完全移籍した。

### スポルティングCP
2017年6月27日、スポルティング・クルーベ・デ・ポルトゥガルに850万ユーロで移籍。契約期間は5年で1億ユーロの契約解除条項が設定された。移籍後初めの5試合で4ゴールを挙げ、その内ヴィトーリアSC戦では1試合2得点を記録した。9月12日、UEFAチャンピオンズリーグのオリンピアコス戦でチャンピオンズリーグ初出場を果たし、ゴールも挙げた。スポルティングCPでの最初のシーズンは、チーム内でバス・ドストに次ぐ公式戦16得点を記録した。
2018年5月15日、リーグ戦で3位となり、チャンピオンズリーグ出場権を逃したことで、過激なサポーター約50人が練習場を襲撃し、フェルナンデスを含む選手やコーチら数人が負傷した。しかし、フェルナンデスは翌週に予定されていたタッサ・デ・ポルトガル決勝のCDアヴェス戦に出場することに同意し、出場したが試合には敗れた。
2018年7月6日、プリメイラ・リーガ年間最優秀選手賞を受賞した。スポルティングCPを退団する決意をしていたが、の会長のブルーノ・デ・カルヴァーリョが退任したことを受けて、7月10日にクラブと新たに5年契約を締結し残留した。
2019年3月3日、ポルティモネンセ戦でPKからシーズン23点目となるゴールを挙げ、1981-82シーズンのアントニオ・オリヴェイラが記録したクラブのミッドフィールダーによるシーズン得点記録を更新した。5月5日、ベレネンセスSAD戦でのハットトリックでシーズン31得点を記録し、ポルトガル人MFとしてシーズン最多得点記録を樹立した。5月25日、タッサ・デ・ポルトガル決勝のFCポルト戦でシーズン33点目のゴールを挙げた。2018-19シーズンの活躍を評価され、2年連続でプリメイラ・リーガ最優秀選手賞を受賞した。
2019-20シーズンは、最初の10試合で7ゴールを挙げ、6試合連続得点を記録した。これは、21世紀のスポルティングCPの選手では、マリオ・ジャルデウとバス・ドストに次いで3人目の快挙だった。11月28日、PSVアイントホーフェン戦では2ゴール2アシストを記録して4-0での勝利に貢献し、チームは決勝トーナメント進出を決めた。

### マンチェスター・ユナイテッド
2020年1月29日、マンチェスター・ユナイテッドに移籍することでクラブ間合意したことが発表された。翌30日に正式に契約を締結した。契約期間は1年の延長オプション付きの5年半となる。移籍金は5500万ユーロとされ、さらにボーナスが2500万ユーロ、フェルナンデスが移籍した際のユナイテッドが得る利益の10パーセントをスポルティングCPに支払われることになる。
2月1日、ウルヴァーハンプトン・ワンダラーズで移籍後初出場を果たした。2月17日、チェルシー戦ではハリー・マグワイアのゴールをアシストした。UEFAヨーロッパリーグラウンド32のクラブ・ブルッヘ戦1stレグでユナイテッドでのUEFA主催大会初出場を果たし、2ndレグではゴールも挙げた 。2月22日のワトフォード戦で移籍後初ゴールを決め、さらにメイソン・グリーンウッドのゴールをアシストした。3月16日、2月のプレミアリーグ月間最優秀選手賞を受賞した。6月に行われたリーグ戦では3試合で3ゴールを決めるなどの活躍で、プレミアリーグ6月の最優秀選手賞を受賞、新型コロナウイルスによる影響での中断を挟み、2ヶ月連続の受賞となった。また6月30日、第32節のブライトン戦のゴールは月間最優秀ゴール賞を受賞、これらの2つのタイトルを同じ月に同時受賞した初めての選手となった。また、ユナイテッドの選手としては2006-07シーズンのクリスティアーノ・ロナウド以来となる2ヶ月連続での月間最優秀選手受賞となった。7月4日のボーンマス戦で直接FKを決めただけでなく2アシストも決め、勝利をもたらした。これで加入後リーグ戦では9試合で6ゴール5アシストを記録したこととなった。9月に、サー・マット・バスビー賞を受賞した。
2020年9月26日、ブライトン・アンド・ホーヴ・アルビオンFC戦でシーズン初ゴールを挙げた。このゴールは、審判が試合終了のホイッスルを吹いた後にビデオ・アシスタント・レフェリーによって相手選手のハンドが確認され、与えられたPKからのゴールであった。11月7日、エヴァートン戦で2ゴール1アシストを記録した。11月は4ゴール3アシストを記録し、11月のプレミアリーグ月間最優秀選手賞を受賞した。12月には、3ゴール4アシストを記録し、12月のプレミアリーグ月間最優秀選手を受賞し、1年間で4度受賞した初めての選手となった。
2021年2月2日、サウサンプトンFC戦で1ゴール2アシストを挙げ、9-0の大勝に貢献した。2月4日、BBCが行った「冬の移籍マーケットでプレミアリーグに移籍した史上最高選手のファン投票」では、加入から1年あまりにもかかわらずフィルジル・ファン・ダイクを抑え1位に選ばれた。3月8日、第27節のマンチェスターダービーで決勝ゴールを決め、28戦無敗のマンチェスターシティからの勝利に貢献するなど、年間トータル58試合28ゴール17アシストを記録した。
2021-22シーズン、2021年8月14日のリーズ・ユナイテッドFC戦との開幕戦ではハットトリックの活躍を見せた。9月25日、アストン・ヴィラ戦では、0-1でリードされている試合終盤にPKのキッカーを務めるも大きく枠を外してしまい、チームもそのまま敗れてしまった。

## 代表経歴
ユース年代からポルトガル代表に選ばれている。2017年8月28日、負傷したピッツィに代わり2018 FIFAワールドカップ・ヨーロッパ予選のフェロー諸島戦とハンガリー戦に招集された。しかしいずれの試合も出場せず終わった。2016年リオデジャネイロオリンピックでは全試合で先発出場した。2017年11月10日、ヴィゼウで開催されたサウジアラビア代表とのフレンドリーマッチで、マヌエル・フェルナンデスとの交代で途中出場しA代表初キャップ。2018年6月7日のアルジェリアとのフレンドリーマッチでA代表初ゴールを決めた。2018 FIFAワールドカップではグループリーグの2試合に出場した。2021年、UEFA EURO 2020に出場したが、チームは決勝トーナメント1回戦で敗退した。2022年11月、ワールドカップカタール大会のメンバーに選出され、グループリーグ第2戦のウルグアイ戦で2ゴールを挙げた。チームはベスト8で敗退したが、大会中、メッシらと並び最多タイとなる3つのアシストを決めた。

## プレースタイル・評価
常に周囲を確認することによって得られる広い視野と、長短問わず繰り出される正確なパスによって試合をコントロールする司令塔である。主にトップ下でプレーしながらも、後方からのビルドアップが上手くいかないときはセンターバックの近くまで動いてボールを受けたり、ときにはサイドライン近くでのパス交換に参加したりと、非常に広くピッチ上を動いてチャンスをうかがう。キックの精度がきわめて高く、流れの中だけでなくフリーキックやコーナーキックからもチャンスを作り出せる。ペナルティーキックの名手としても知られ、その成功率は90％を超える。また、スポルティングCPへ移籍した頃から、ミドルレンジだけでなくペナルティエリア内でのプレーも増え、高い得点力も見せている。パスを供給するだけでなく、自ら相手の最終ラインの裏へ抜け出す能力も高いため、オン・ザ・ボールでもオフ・ザ・ボールでも大きなチャンスを作ることができる。マンチェスターユナイテッドのレジェンドOB、ポール・スコールズは「彼は私よりもいいね。（タイプが）自分とは違う。私よりも多くの得点を決めるし、多くのゴールを生み出す」と発言した。
守備面では、持ち前の視野の広さと高いインテリジェンスによって、相手のパスコースを切りながら相手にプレッシャーをかけることに長けている。自陣の守備が手薄な時には全力で相手を追いかけ攻撃を遅らせる一方で、ときには相手GKにまでプレッシャーをかけるなど運動量の豊富な選手であり、フル出場時には11～12㎞走るなど高い献身性を持っている。強靭なフィジカルを持っているわけではないが、球際の激しい競り合いもいとわずにボールを奪って、カウンターの起点となることも多い。
またプレー面だけでなく、持ち前のキャプテンシーによって精神面でもチームを引っ張ることができる。ノヴァ―ラ時代の同僚パブロ・ゴンザレスは「すぐに欠かせない選手になった。若くて落ち着いた性格だったがリーダーシップを発揮して、他の選手たちに自信を与えてくれた。」と称賛した。また、マンチェスターユナイテッドでは、加入直後からピッチ内外でチームに刺激を与え、マーカス・ラッシュフォードは「常にチームを向上させたいと思っていて、トレーニングでもそれ以外でも努力を惜しまない」と評している。

## 個人成績

### クラブ成績
2023年06月03日現在
| クラブ                       | シーズン | リーグ         | リーグ戦 | リーグ戦 | カップ戦 | カップ戦 | リーグ杯 | リーグ杯 | 国際大会 | 国際大会 | その他 | その他 | 合計 | 合計 |
| クラブ                       | シーズン | リーグ         | 出場     | 得点     | 出場     | 得点     | 出場     | 得点     | 出場     | 得点     | 出場   | 得点   | 出場 | 得点 |
| ---------------------------- | -------- | -------------- | -------- | -------- | -------- | -------- | -------- | -------- | -------- | -------- | ------ | ------ | ---- | ---- |
| ノヴァーラ                   | 2012–13  | セリエB        | 23       | 4        | 0        | 0        | -        | -        | -        | -        | 0      | 0      | 23   | 4    |
| ノヴァーラ                   | 通算     | 通算           | 23       | 4        | 0        | 0        | -        | -        | -        | -        | 0      | 0      | 23   | 4    |
| ウディネーゼ                 | 2013–14  | セリエA        | 24       | 4        | 4        | 0        | -        | -        | 0        | 0        | 0      | 0      | 28   | 4    |
| ウディネーゼ                 | 2014–15  | セリエA        | 31       | 3        | 3        | 1        | -        | -        | -        | -        | 0      | 0      | 34   | 4    |
| ウディネーゼ                 | 2015–16  | セリエA        | 31       | 3        | 2        | 0        | -        | -        | -        | -        | 0      | 0      | 33   | 3    |
| ウディネーゼ                 | 通算     | 通算           | 86       | 10       | 9        | 1        | -        | -        | 0        | 0        | 0      | 0      | 95   | 11   |
| サンプドリア                 | 2016–17  | セリエA        | 33       | 5        | 2        | 0        | -        | -        | -        | -        | 0      | 0      | 35   | 5    |
| サンプドリア                 | 通算     | 通算           | 33       | 5        | 2        | 0        | -        | -        | -        | -        | 0      | 0      | 35   | 5    |
| スポルティング               | 2017–18  | プリメイラ     | 33       | 11       | 5        | 1        | 4        | 0        | 14       | 4        | 0      | 0      | 56   | 16   |
| スポルティング               | 2018–19  | プリメイラ     | 33       | 20       | 7        | 7        | 5        | 3        | 8        | 3        | 0      | 0      | 53   | 33   |
| スポルティング               | 2019–20  | プリメイラ     | 17       | 8        | 1        | 0        | 4        | 2        | 5        | 5        | 1      | 0      | 27   | 15   |
| スポルティング               | 通算     | 通算           | 83       | 39       | 13       | 8        | 13       | 5        | 27       | 12       | 1      | 0      | 136  | 64   |
| マンチェスター・ユナイテッド | 2019–20  | プレミアリーグ | 14       | 8        | 3        | 1        | -        | -        | 5        | 3        | 0      | 0      | 22   | 12   |
| マンチェスター・ユナイテッド | 2020–21  | プレミアリーグ | 37       | 18       | 3        | 1        | 3        | 0        | 15       | 9        | 0      | 0      | 58   | 28   |
| マンチェスター・ユナイテッド | 2021–22  | プレミアリーグ | 36       | 10       | 2        | 0        | 1        | 0        | 7        | 0        | 0      | 0      | 46   | 10   |
| マンチェスター・ユナイテッド | 2022–23  | プレミアリーグ | 37       | 8        | 6        | 3        | 5        | 2        | 11       | 1        | 0      | 0      | 59   | 14   |
| マンチェスター・ユナイテッド | 2023-24  | プレミアリーグ | 35       | 10       | 1        | 0        | 6        | 3        | 6        | 2        | -      | -      | 48   | 15   |
| マンチェスター・ユナイテッド | 通算     | 通算           | 159      | 54       | 15       | 5        | 15       | 5        | 44       | 15       | 0      | 0      | 233  | 79   |
| 総通算                       | 総通算   | 総通算         | 384      | 112      | 39       | 14       | 28       | 10       | 71       | 27       | 1      | 0      | 523  | 163  |

### 代表
試合数
2023年9月8日現在
- 国際Aマッチ 63試合 19得点（2017年 - ）[75][76]

| ポルトガル代表 | 国際Aマッチ | 国際Aマッチ |
| 年             | 出場        | 得点        |
| -------------- | ----------- | ----------- |
| 2017           | 2           | 0           |
| 2018           | 9           | 1           |
| 2019           | 8           | 1           |
| 2020           | 6           | 0           |
| 2021           | 15          | 4           |
| 2022           | 13          | 7           |
| 2023           | 10          | 6           |
| 2024           |             |             |
| 通算           | 63          | 19          |

得点
| #  | 開催日         | 開催地                                         | 対戦国                   | スコア | 結果 | 大会                                    |
| -- | -------------- | ---------------------------------------------- | ------------------------ | ------ | ---- | --------------------------------------- |
| 1  | 2018年6月7日   | リスボン、エスタディオ・ダ・ルス               | アルジェリア             | 2-0    | 3-0  | 親善試合                                |
| 2  | 2019年11月17日 | ルクセンブルク市、スタッド・ヨジー・バーテル   | ルクセンブルク           | 1-0    | 2-0  | UEFA EURO 2020予選                      |
| 3  | 2021年6月9日   | リスボン、エスタディオ・ジョゼ・アルヴァラーデ | イスラエル               | 1-0    | 4-0  | 親善試合                                |
| 4  | 2021年6月9日   | リスボン、エスタディオ・ジョゼ・アルヴァラーデ | イスラエル               | 4-0    | 4-0  | 親善試合                                |
| 5  | 2021年9月4日   | デブレツェン、ナジェルデイ・シュタディオン     | カタール                 | 3-1    | 3-1  | 親善試合                                |
| 6  | 2021年10月12日 | ファロ、エスタディオ・アルガルヴェ             | ルクセンブルク           | 3-0    | 5-0  | 2022 FIFAワールドカップ・ヨーロッパ予選 |
| 7  | 2022年3月29日  | ポルト、エスタディオ・ド・ドラゴン             | 北マケドニア             | 1-0    | 2-0  | 2022 FIFAワールドカップ・ヨーロッパ予選 |
| 8  | 2022年3月29日  | ポルト、エスタディオ・ド・ドラゴン             | 北マケドニア             | 2-0    | 2-0  | 2022 FIFAワールドカップ・ヨーロッパ予選 |
| 9  | 2022年9月24日  | プラハ、フォルトゥナ・アレーナ                 | チェコ                   | 2-0    | 4-0  | UEFAネーションズリーグ2022-23・リーグA  |
| 10 | 2022年11月17日 | リスボン、エスタディオ・ジョゼ・アルヴァラーデ | ナイジェリア             | 1-0    | 4-0  | 親善試合                                |
| 11 | 2022年11月17日 | リスボン、エスタディオ・ジョゼ・アルヴァラーデ | ナイジェリア             | 2-0    | 4-0  | 親善試合                                |
| 12 | 2022年11月28日 | ルサイル、ルサイル・アイコニック・スタジアム   | ウルグアイ               | 1-0    | 2-0  | 2022 FIFAワールドカップ                 |
| 13 | 2022年11月28日 | ルサイル、ルサイル・アイコニック・スタジアム   | ウルグアイ               | 2-0    | 2-0  | 2022 FIFAワールドカップ                 |
| 14 | 2023年6月17日  | リスボン、エスタディオ・ダ・ルス               | ボスニア・ヘルツェゴビナ | 2-0    | 3-0  | UEFA EURO 2024予選                      |
| 15 | 2023年6月17日  | リスボン、エスタディオ・ダ・ルス               | ボスニア・ヘルツェゴビナ | 3-0    | 3-0  | UEFA EURO 2024予選                      |
| 16 | 2023年9月8日   | ブラチスラヴァ、テヘルネー・ポレ               | スロバキア               | 1-0    | 1-0  | UEFA EURO 2024予選                      |
| 17 | 2023年9月11日  | ファロ、エスタディオ・アルガルヴェ             | ルクセンブルク           | 8-0    | 9-0  | UEFA EURO 2024予選                      |
| 18 | 2023年10月16日 | ゼニツァ、ビリノ・ポリェ                       | ボスニア・ヘルツェゴビナ | 3-0    | 5-0  | UEFA EURO 2024予選                      |
| 19 | 2023年11月19日 | リスボン、エスタディオ・ジョゼ・アルヴァラーデ | アイスランド             | 1-0    | 2-0  | UEFA EURO 2024予選                      |

## タイトル

### クラブ
スポルティングCP
- タッサ・ダ・リーガ: 2017-18, 2018-19
- タッサ・デ・ポルトガル: 2018-19

マンチェスターユナイテッドFC
- EFLカップ : 2022-23
- FAカップ : 2023-24

### 個人
- プリメイラ・リーガ年間最優秀選手賞 2017-18, 2018-19
- プレミアリーグ月間最優秀選手賞 2019-20,(2月, 6月), 2020-2021,(11月, 12月)
- プレミアリーグ月間最優秀ゴール賞 2019-2020,(6月30日、第32節ブライトン戦のゴールによる)
- UEFAヨーロッパリーグ得点王:2019-20
- PFA年間ベストイレブン：2020-21

### 代表
- UEFAネーションズリーグ: 2018-19